# Географія Південного Судану
Південний Судан — східноафриканська країна, що знаходиться в центрі континенту і не має виходу до моря . Загальна площа країни 644 329 км² (42-ге місце у світі). Площа країни трохи більша за площу території України. 

## Назва
Офіційна назва — Республіка Південний Судан, Південний Судан (англ. Republic South Sudan, South Sudan; араб. جنوب السودان — Джануб ес-Судан). Назва країни вказує на її географічне положення та історичне минуле, як частини Судану. Топонім Білад ас-Судан (араб. البلاد السودان) буквально означає Країну чорних, і спочатку застосовувався до сахельського регіону, північної частини Центральної Африки. До проголошення незалежності розглядались й інші варіанти назви держави. Азанія, етимологія невідома, але назва стосується різних частин Східної Африки. Згідно з однією з версій, назва виводиться від арабського «аджам» — іноземець, не араб. Інші дослідники пов'язують із грецьким дієсловом «азайнен» — висохнути, сохнути. Нільська Республіка, від назви ріки Ніл, яка виводиться від давньогрецького Нейлос (грец. Νεῖλος) невідомого значення. Стародавньою єгипетською мовою Ніл називався Ḥ'pī або iteru, що означає Велика ріка. Республіка Куш, від назви стародавнього царства, яке існувало з IX по IV століття до н. е. на території Північного Судану. Джувама, як конструкт від назви трьох великих південносуданських міст Джуби, Вау і Малакаля.

## Географічне положення

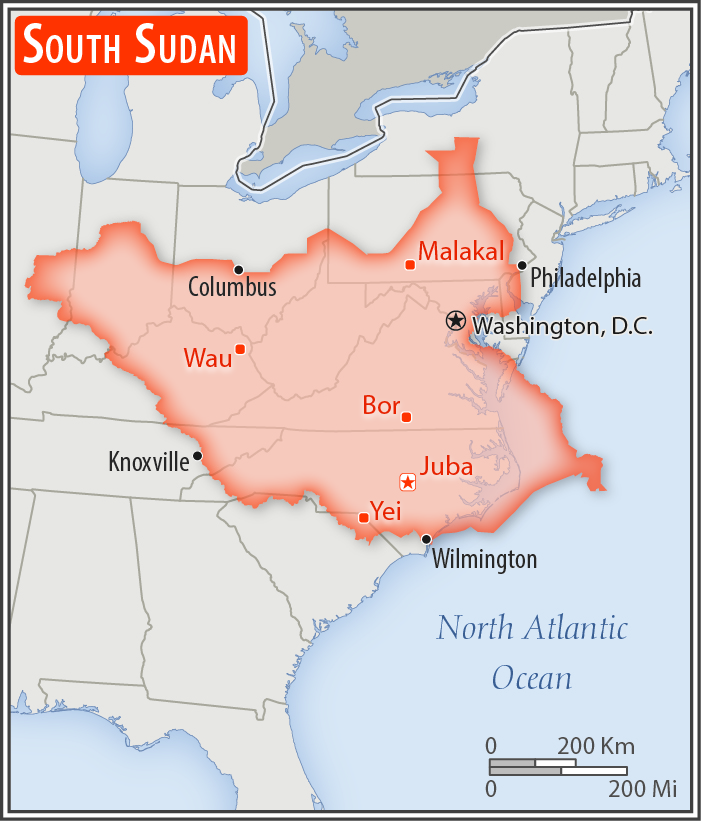
Порівняння розмірів території Південного Судану та США

Південний Судан — східноафриканська країна, що межує з шістьма іншими країнами: на півночі — з Суданом (спільний кордон — 2158 км, згідно з розмежуванням 1956 року, остаточні делімітація і демаркація кордонів — питання майбутніх домовленостей), на сході — з Ефіопією (1299 км), на півдні — з Кенією (317 км), Угандою (475 км) і ДР Конго (714 км), на заході — з ЦАР (1055 км). Загальна довжина державного кордону — 6018 км. Країна не має виходу до вод Світового океану.

### Час
Час у Південному Судані: UTC+3 (+1 година різниці часу з Києвом).

## Геологія

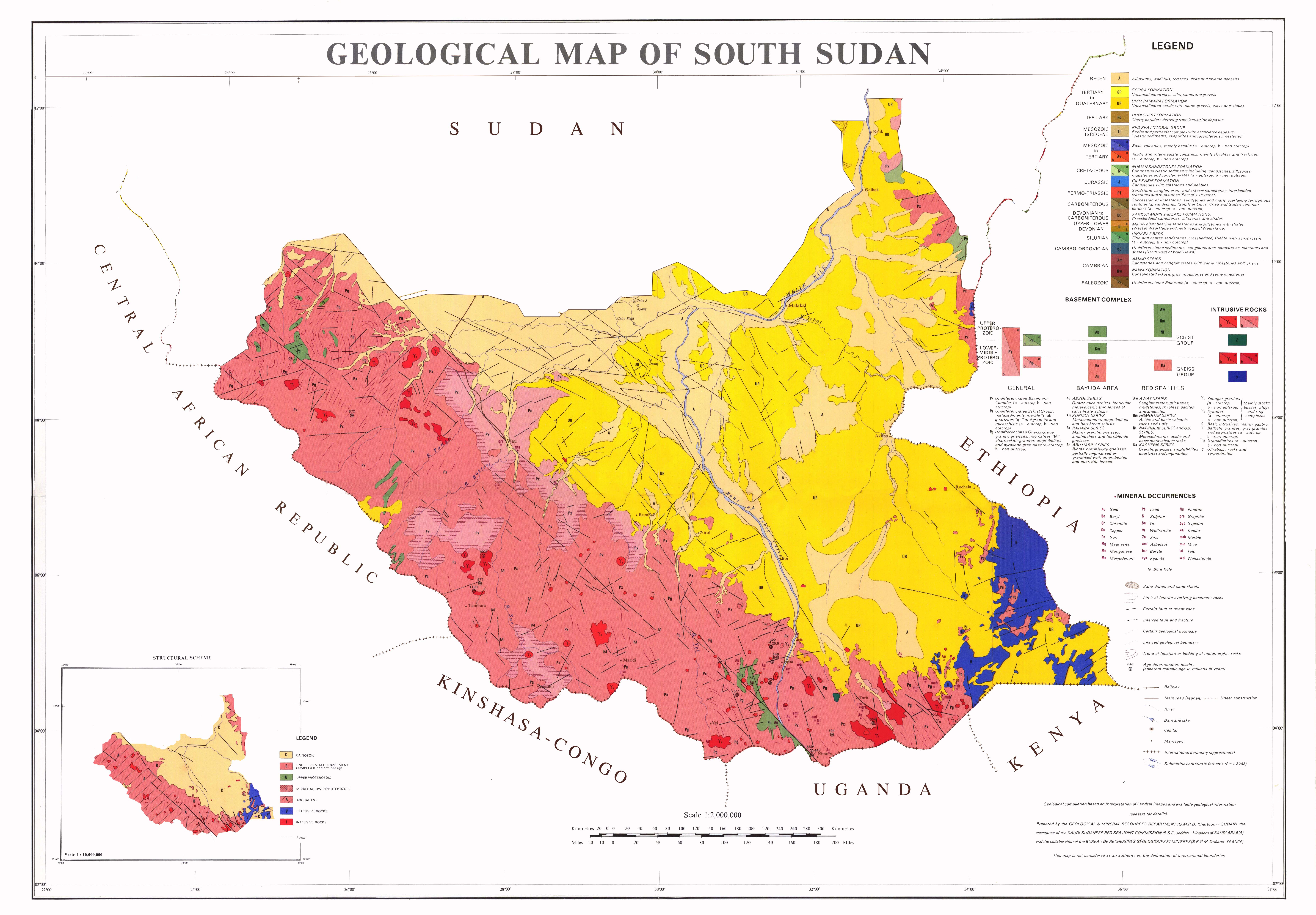
Геологічна карта Південного Судану (англ.)
Геологічна карта Південного Судану (серб.)
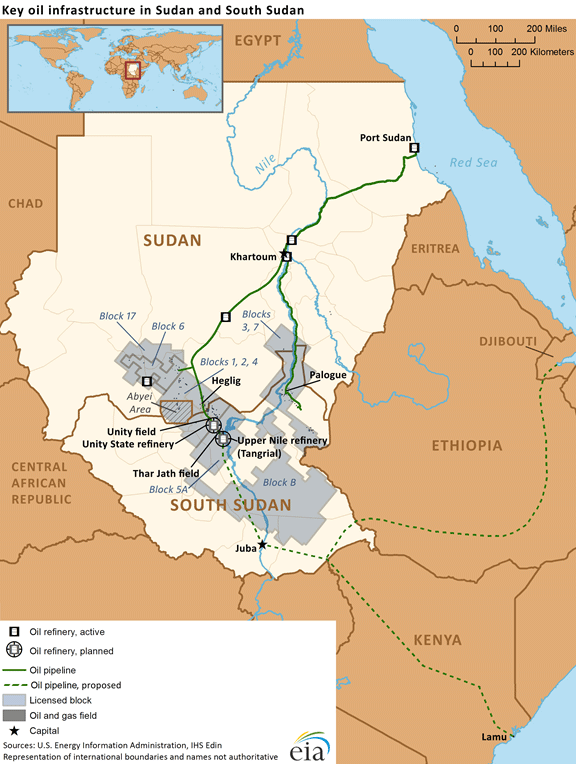
Нафтові площі Судану
Карта родовищ країни

### Корисні копалини
Надра Південного Судану багаті на ряд корисних копалин: золото, алмази, нафту (до громадянської війни тут видобувалось 85 % суданської нафти), вапняк, залізну руду, мідь, хром, цинк, вольфрам, слюду, срібло.

## Рельєф
Середні висоти — дані відсутні; найнижча точка — дані відсутні; найвища точка — гора Кіньєті (3187 м) у горах Іматонг на півдні країни.

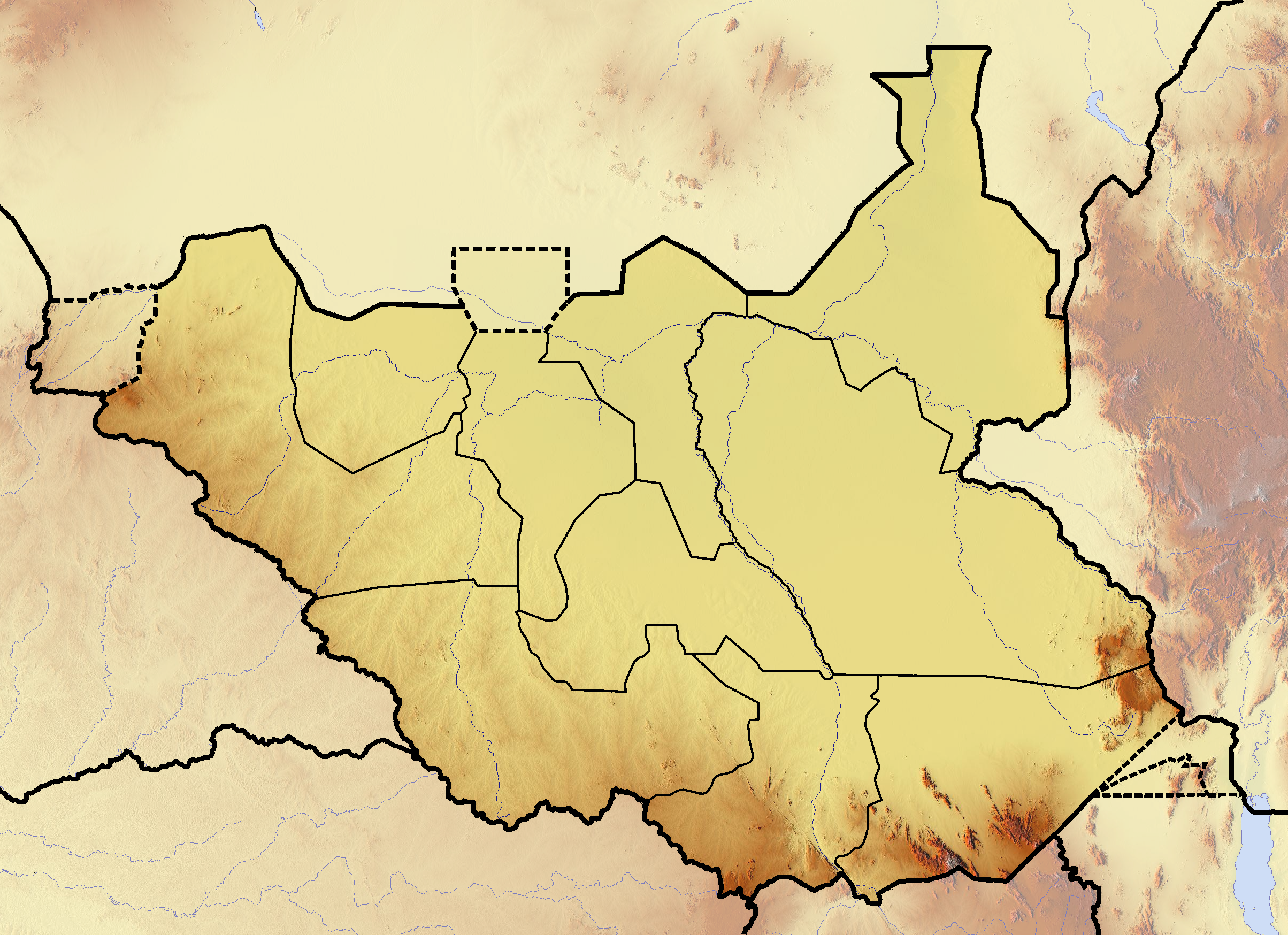
Рельєф Південного Судану
Рельєф Південного Судану
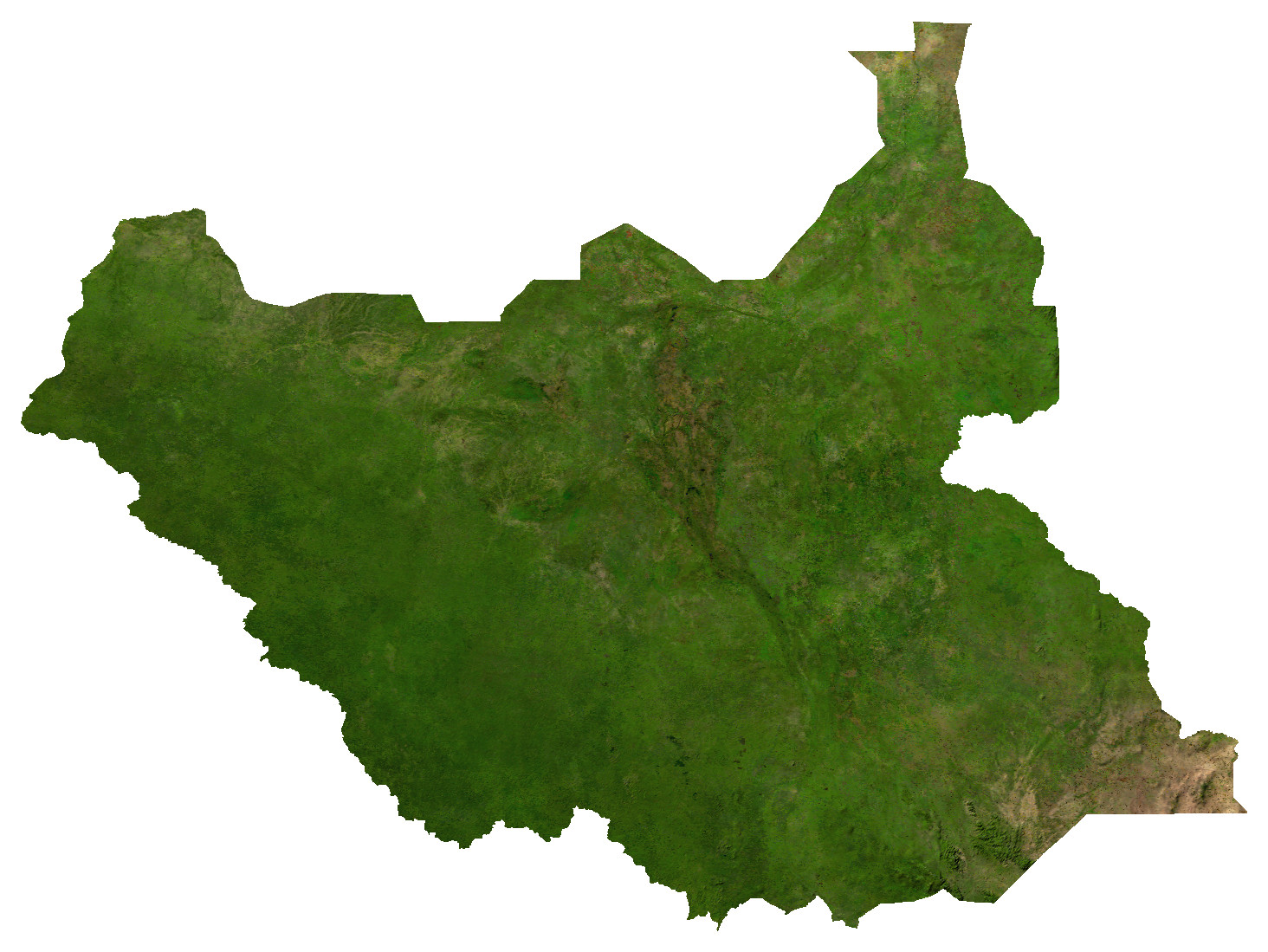
Супутниковий знімок поверхні країни
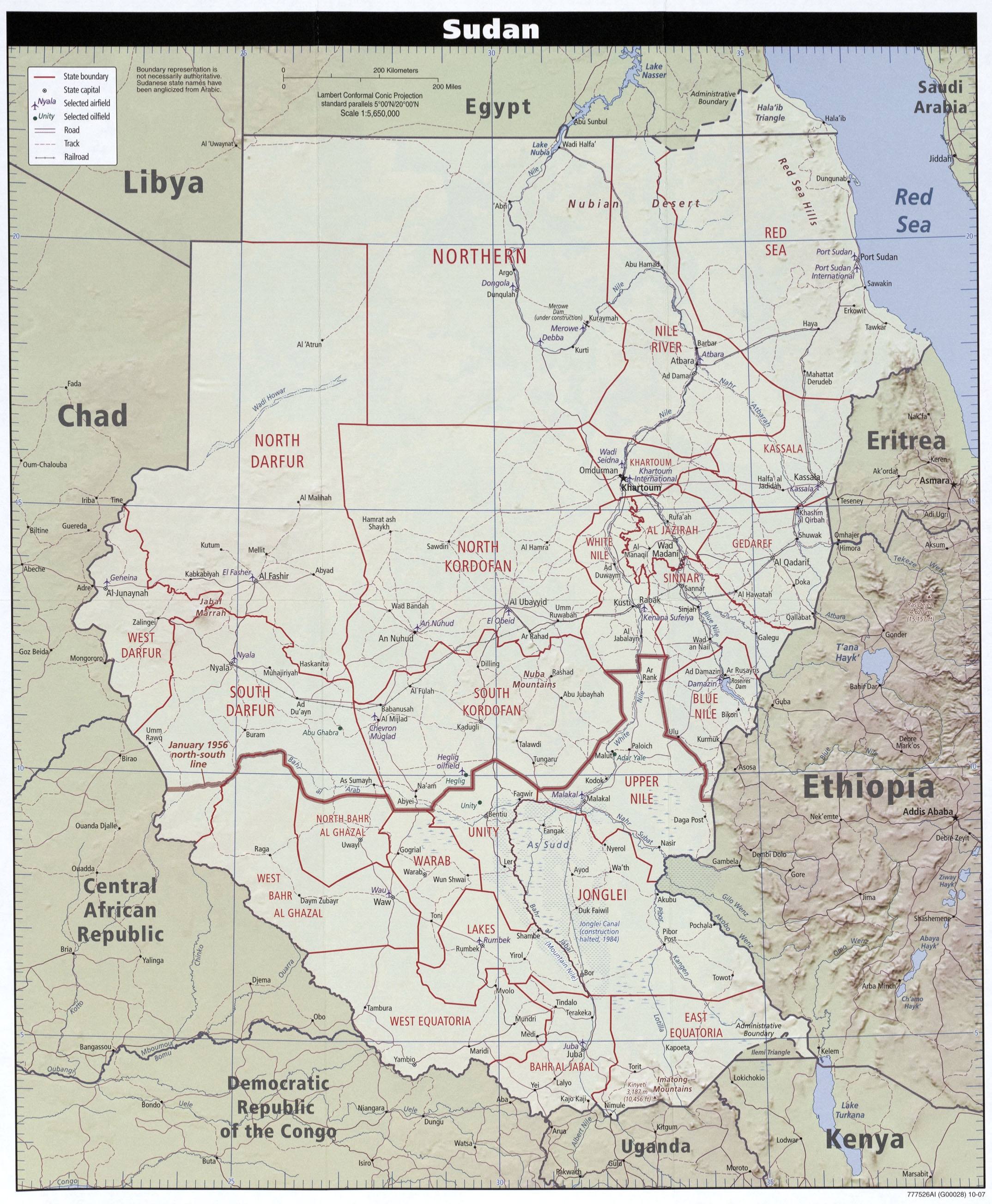
Карта Судану, 2007 рік (англ.)
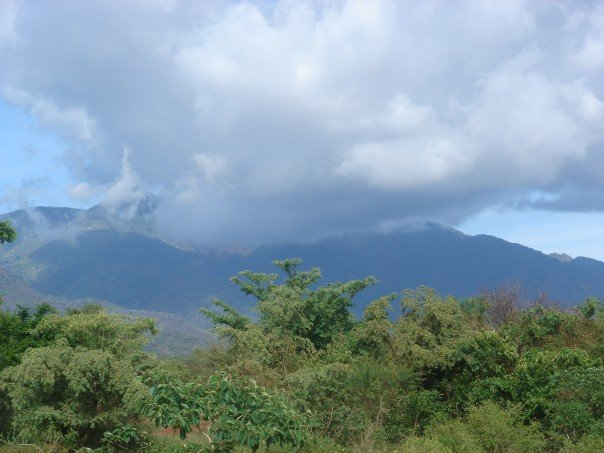
Гора Лотукі
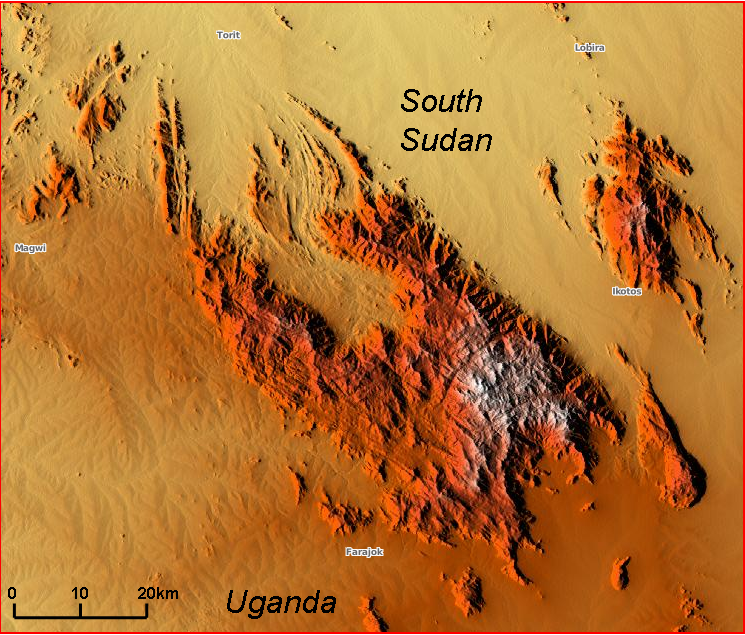
Гірський масив Іматонг

## Клімат
Територія Південного Судану лежить у субекваторіальному кліматичному поясі. Влітку переважають екваторіальні повітряні маси, взимку — тропічні. Влітку вітри дмуть від, а взимку до екватора. Сезонні амплітуди температури повітря незначні, зимовий період не набагато прохолодніший за літній. Взимку відзначається сухий сезон. Атмосферні опади регулярні більшу частину року, і тільки 2-4 місяці практично не буває дощів. Річна кількість опадів коливається від 700 мм на півночі до близько 1400 мм на південному заході. Основна частина дощів припадає на травень-жовтень.

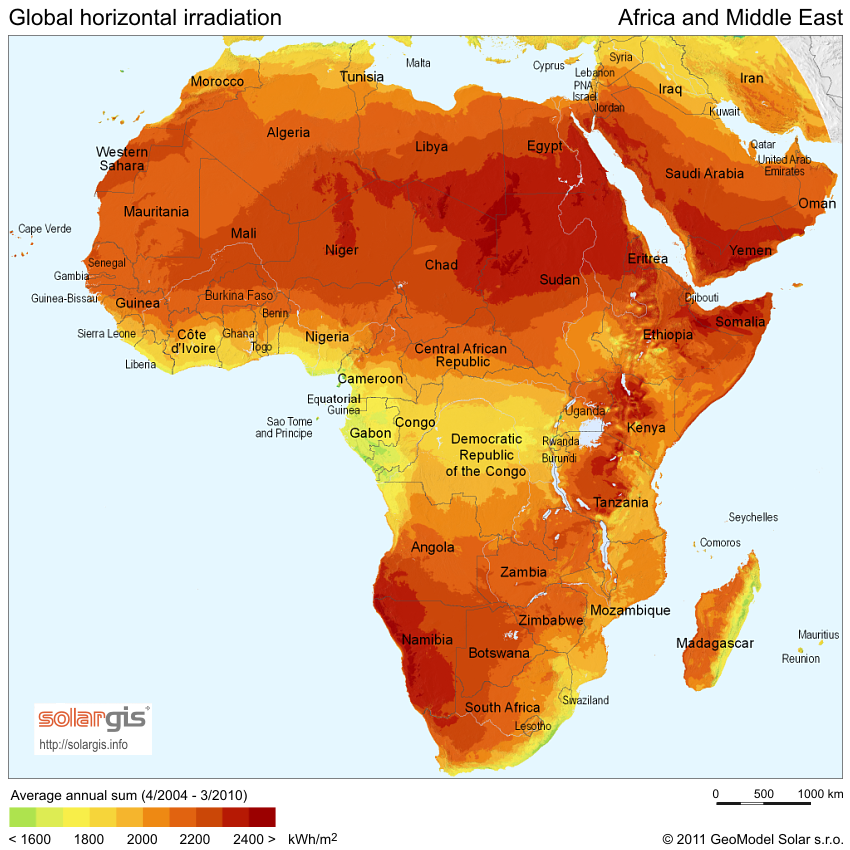
Сонячна радіація (англ.)
Кліматична карта Південного Судану (за Кеппеном)

Південний Судан є членом Всесвітньої метеорологічної організації (WMO), в країні ведуться систематичні спостереження за погодою.

## Внутрішні води
Станом на 2012 рік в країні налічувалось 1 тис. км² зрошуваних земель.

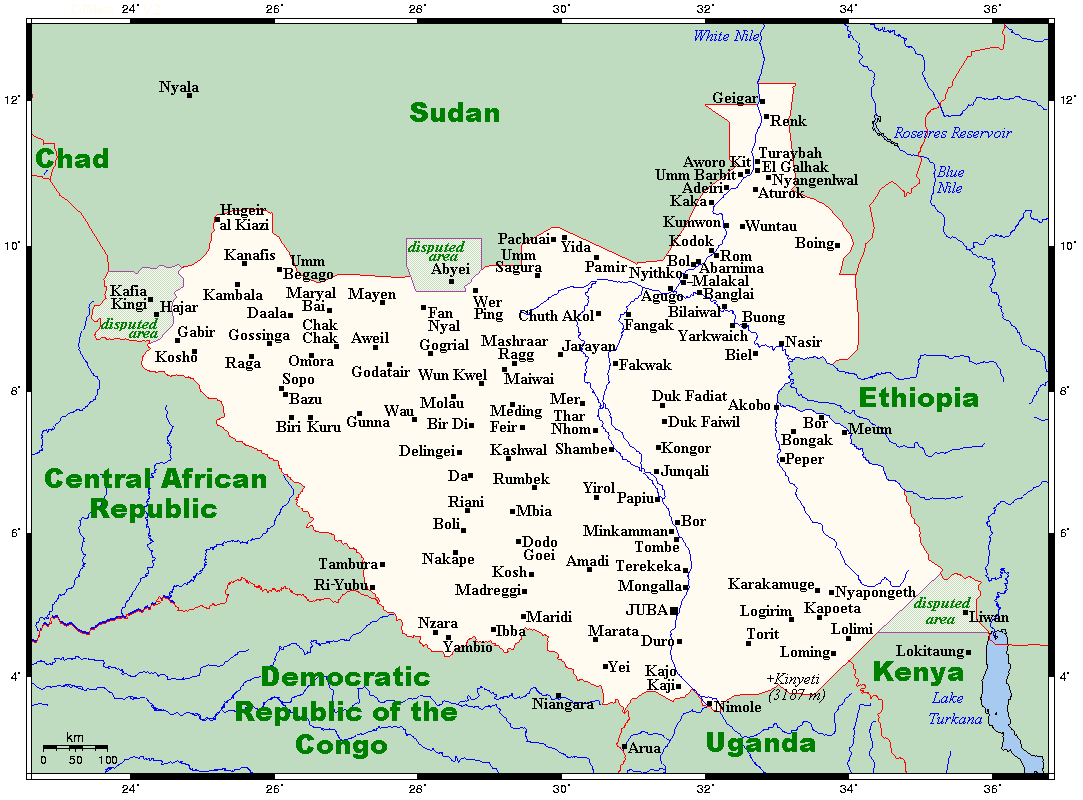
Гідрографічна мережа Південного Судану
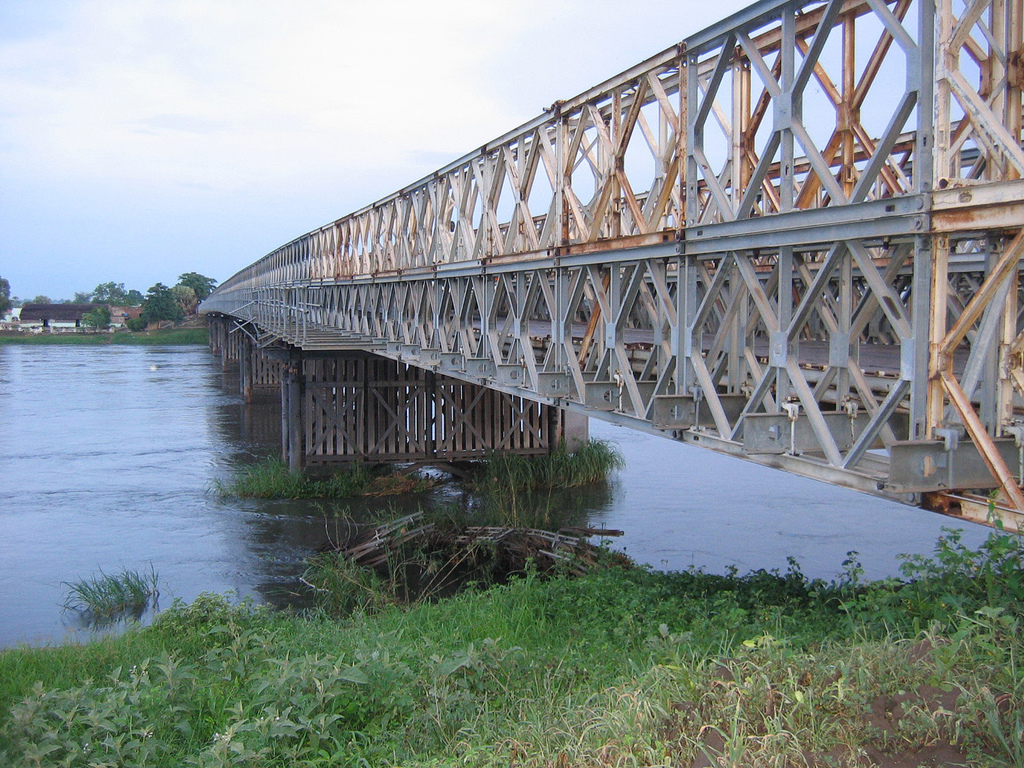
Міст через Білий Ніл у Джубі
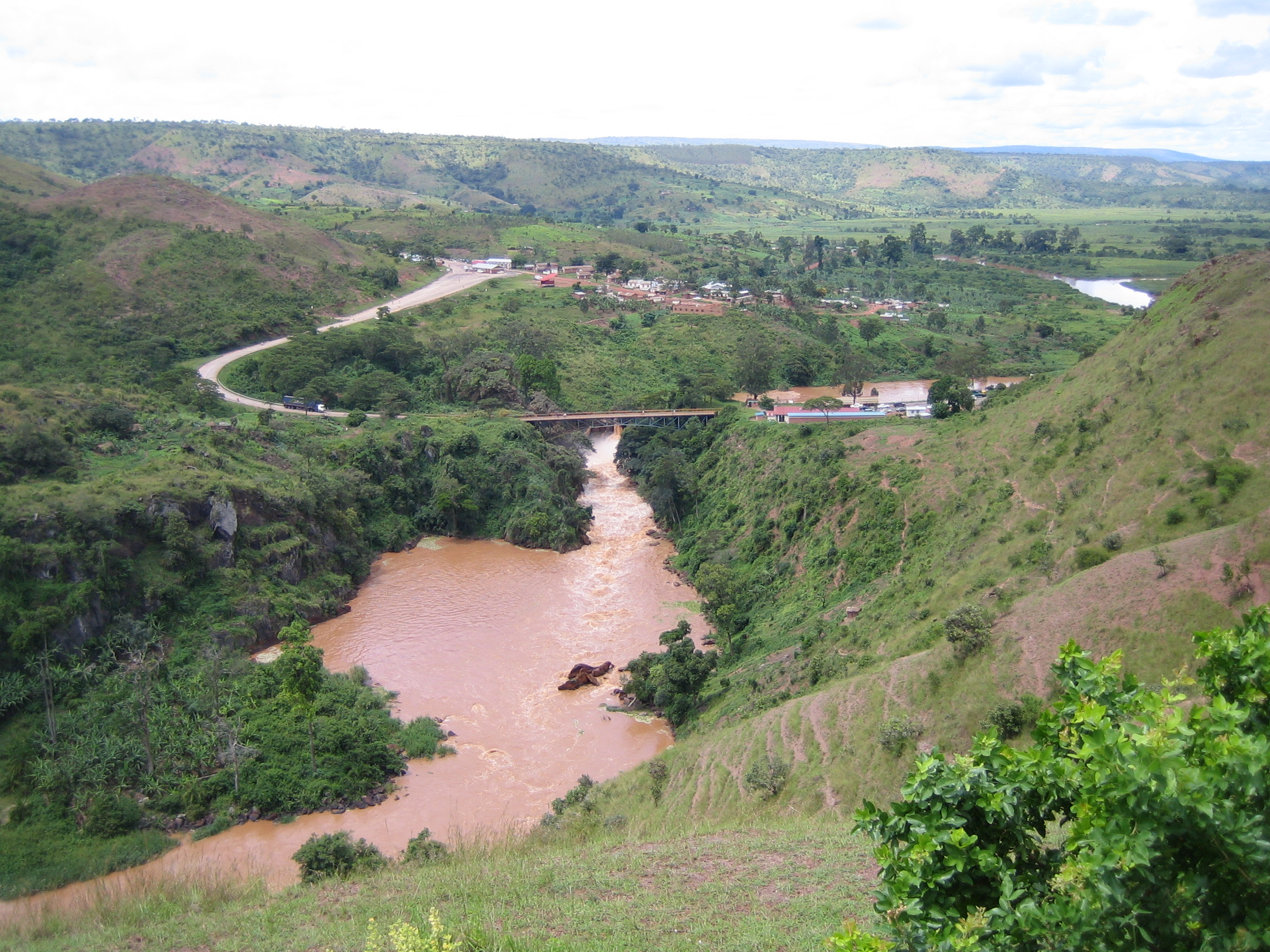
Водоспад Русумо на Білому Нілі
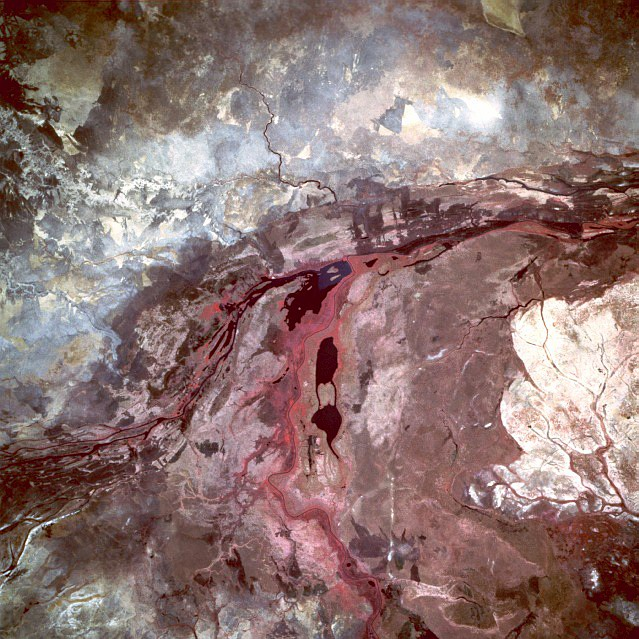
Болото Судд під час посухи з космосу

### Річки
Річки країни належать басейну Середземного моря Атлантичного океану — басейн річки Ніл; на півдні присутні безстічні області.

### Болота
Великі площі у Південному Судані займають болота. Найбільше болото країни — Судд, у середній течії Нілу, одночасно є найбільшим болотом континенту.

## Рослинність
Увесь Південний Судан укритий лісами, які діляться на дві частини. Це — мусонні (тропічні) ліси — на півдні (загалом 25 % території країни); екваторіальні — на крайньому півдні (5 %). Уздовж річок ростуть галерейні ліси. У них можна зустріти червоне дерево, один з видів тика, ліану Ландольфа (каучуконос). Відроги Центральноафриканського плоскогір'я і Ефіопського нагір'я покриті гірськими лісами.

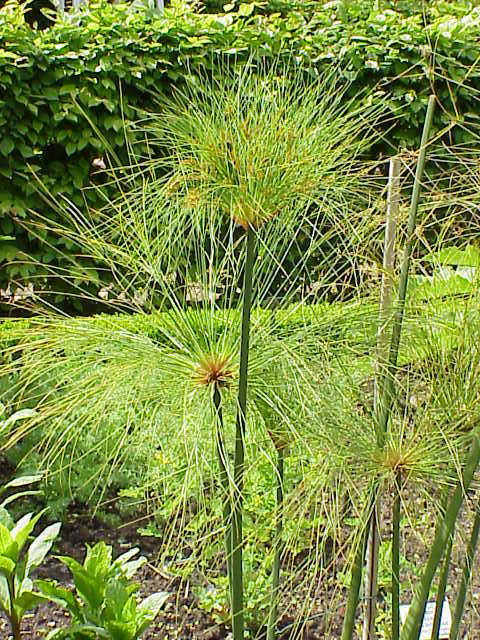
Папірус

Дуже мало відомо про мікрофлору Південного Судану. Уперше список був підготовлений Сей Тарром (Saj Tarr) і опубліковано 1955 року Товариством мікологічного інституту в Кью (Суррей, Велика Британія). У список з 383 видів і 175 родів були включені всі мікроорганізми, що спостерігалися в той час в межах країни. Багато з опублікованого залишається актуальним для Південного Судану й зараз. Більшість зареєстрованих видів були пов'язані з хворобами сільськогосподарських культур. Істинне число видів мікрофлори в Південному Судані, ймовірно, значно вище. За часів незалежності нічого не відомо про статус збереження мікробіологічних організмів у Південному Судані, хоча, як і тварини і рослини, вони могли зазнати змін в результаті зміни клімату, забруднення та інших загроз.

## Тваринний світ
З погляду зоогеографії територія країни належить до Східноафриканської підобласті Ефіопської області. До місць проживання диких тварин в країні належать луки, високогірні плато й покоси, лісисті й трав'янисті савани, заплави річок і болотисті місця. На території саван живуть слони, жирафи, антилопи канни, західні канни, орикси, леви, гієновидні собаки, буйволи і топі (місцева назва «тянь»). Частина видів тварин є ендемічними, як от біловухі коби і суданські козли. Після отримання незалежності мало що відомо про біловухих кобів і топі, чиї міграцій були легендарними до громадянської війни.

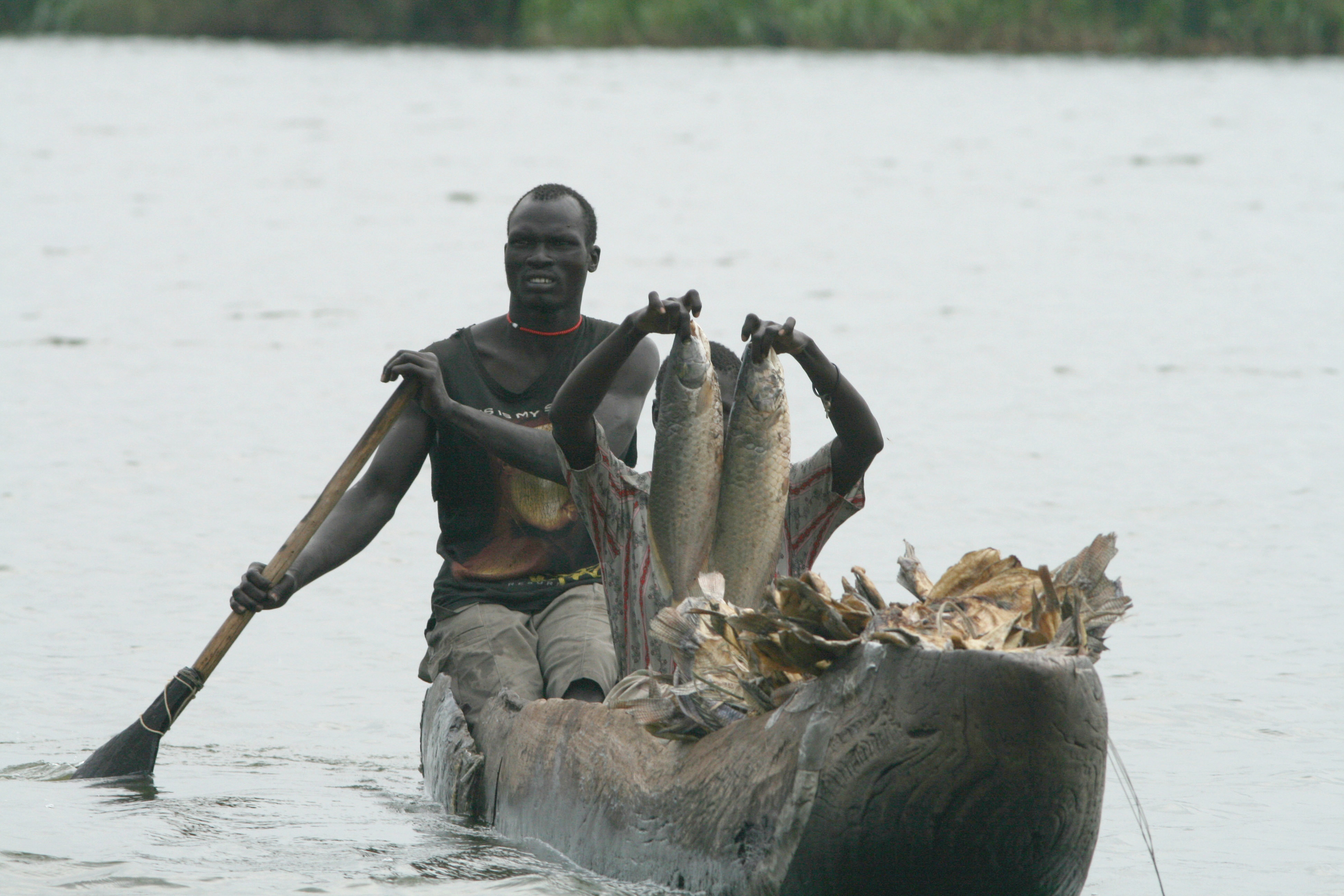
Рибальство в районі Судду

Дослідження популяції перебування диких тварин у Південному Судані почалися 2005 року Товариством охорони дикої природи (англ. Wildlife Conservation Society, WCS) у партнерстві з урядом напівавтономного на той час Південного Судану і показали, що популяції диких тварин хоча і зменшилися, але все ще зберігають свою значущість. Так величезна популяція в 1,3 млн голів антилоп на південному сході країни практично не зазнала змін.

## Охорона природи
У країні створено національні парки: Південний, Німуле, Бома (англ. Boma National Park). Заповідні та охоронні території Південного Судану є другими у світі за величиною міграції диких тварин. Дослідження Всесвітнього фонду дикої природи показали, що Національний парк Бома на захід від ефіопського кордону, а також болотистий район Судд (Sudd) та Південний національний парк неподалік від кордону з ДР Конго є унікальними природними утвореннями для проживання великих популяцій конгоні, африканської антилопи коб, топі, буйволів, слонів, жираф, і левів. Регіон Бома-Джонглей має у своєму складі національний парк Бома із розлогими пасовищами і заплавами, Бандінгіло (англ. Bandingilo National Park), Судд (англ. Sudd National Park) і заповідник Зераф (англ. Zeraf), територія якого охоплює великі площі боліт і сезонно затоплюваних лук.

Карта природоохоронних територій країни

За даними Всесвітнього фонду дикої природи, кілька екорегіонів в Південному Судані потребують міжнародного захисту: Східно-Суданська савана (East Sudanian savanna), Північно-Конголезький лісостеп (Northern Congolian forest-savanna mosaic), Судд, Сахель і Східно-Африканські передгірні ліси (East African montane forests).

## Стихійні лиха та екологічні проблеми
2006 року президент тогочасної автономної області Південний Судан заявив, що уряд країни зробить все можливе, аби захистити і зберегти її флору і фауну, знизити наслідки лісових пожеж, зменшити скидання відходів і перешкодити забрудненню вод.

## Фізико-географічне районування
У фізико-географічному відношенні територію Південного Судану можна розділити на _ райони, що відрізняються один від одного рельєфом, кліматом, рослинним покривом: .

### Українською
- Атлас світу / голов. ред. І. С. Руденко ; зав. ред. В. В. Радченко ; відп. ред. О. В. Вакуленко. — К. : ДНВП «Картографія», 2005. — 336 с. — ISBN 9666315467.
- Атлас. 7 клас. Географія материків і океанів / Укладачі О. Я. Скуратович, Н. І. Чанцева. — К. : ДНВП «Картографія», 2014.
- Бєлозоров С. Т. Африка : фізико-географічний нарис. — вид. 2-ге, перероб. і доп. — К. : Радянська школа, 1957. — 232 с.
- Барановська О. В. Фізична географія материків і океанів : навч. посіб. для студентів ВНЗ : [у 2 ч.]. — Н. : Ніжинський державний університет ім. Миколи Гоголя, 2013. — 306 с. — ISBN 978-617-527-106-3.
- Південний Судан // Гірничий енциклопедичний словник : [у 3-х тт.] / за ред. В. С. Білецького. — Д. : Східний видавничий дім, 2004. — Т. 3. — 752 с. — ISBN 966-7804-78-X.
- Костів Л. Я. Фізична географія материків і океанів. Африка : навч.-метод. посібник. — Л. : Видавничий центр ЛНУ імені Івана Франка, 2017. — 184 с. — ISBN 978-617-10-0374-3.
- Панасенко Б. Д. Фізична географія материків : навч. посіб. : в 2 ч. — В. : ЕкоБізнесЦентр, 1999. — 200 с.
- Юрківський В. М. Регіональна економічна і соціальна географія. Зарубіжні країни: Підручник. — 2-ге. — К. : Либідь, 2001. — 416 с. — ISBN 966-06-0092-5.

### Англійською
- (англ.) Graham Bateman. The Encyclopedia of World Geography. — Andromeda, 2002. — 288 с. — ISBN 1871869587.
- (англ.) Burgess, Neil, Jennifer D'Amico Hales, Emma Underwood. Terrestrial Ecoregions of Africa and Madagascar: A Conservation Assessment. — Washington DC : Island Press, 2004. — 544 с. — ISBN 9781559633642.

### Російською
- (рос.) Авакян А. Б., Салтанкин В. П., Шарапов В. А. Водохранилища. — М. : Мысль, 1987. — 326 с. — (Природа мира)
- (рос.) Алисов Б. П., Берлин И. А., Михель В. М. Курс климатологии [в 3-х тт.] / под. ред. Е. С. Рубинштейна. — Л. : Гидрометиздат, 1954. — Т. 3. Климаты земного шара. — 320 с.
- (рос.) Апродов В. А. Вулканы. — М. : Мысль, 1982. — 368 с. — (Природа мира)
- (рос.) Апродов В. А. Зоны землетрясений. — М. : Мысль, 2010. — 462 с. — (Природа мира) — ISBN 978-5-244-01122-7.
- (рос.) Судан // Африка: энциклопедический справочник [в 2-х тт.] / гл. ред. А. А. Громыко. — М. : Советская энциклопедия, 1986. — Т. 2. К-Я. — 671 с.
- (рос.) Браун Л. Африка. — М. : Прогресс, 1976. — 288 с. — (Континенты, на которых мы живем)
- (рос.) Букштынов А. Д., Грошев Б. И., Крылов Г. В. Леса. — М. : Мысль, 1981. — 316 с. — (Природа мира)
- (рос.) Власова Т. В. Физическая география материков. С прилегающими частями океанов. Южная Америка, Африка, Австралия и Океания, Антарктида. — 4-е, перераб. — М. : Просвещение, 1986. — 269 с.
- (рос.) Гвоздецкий Н. А., Голубчиков Ю. Н. Горы. — М. : Мысль, 1987. — 400 с. — (Природа мира)
- (рос.) Гвоздецкий Н. А. Карст. — М. : Мысль, 1981. — 214 с. — (Природа мира)
- (рос.) Географический энциклопедический словарь: географические названия / под. ред. А. Ф. Трёшникова. — 2-е изд., доп. — М. : Советская энциклопедия, 1989. — 585 с. — ISBN 5-85270-057-6.
- (рос.) Исаченко А. Г., Шляпников А. А. Ландшафты. — М. : Мысль, 1989. — 504 с. — (Природа мира) — ISBN 5-244-00177-9.
- (рос.) Словарь современных географических названий / под общей редакцией акад. В. М. Котлякова. — Екатеринбург : У-Фактория, 2006.
- (рос.) Лобова Е. В., Хабаров А. В. Почвы. — М. : Мысль, 1983. — 304 с. — (Природа мира)
- (рос.) Максаковский В. П. Географическая картина мира. Книга I: Общая характеристика мира. — М. : Дрофа, 2008. — 495 с. — ISBN 978-5-358-05275-8.
- (рос.) Максаковский В. П. Географическая картина мира. Книга II: Региональная характеристика мира. — М. : Дрофа, 2009. — 480 с. — ISBN 978-5-358-06280-1.
- (рос.) Поспелов Е. М. Географические названия мира: Топонимический словарь. — М. : АСТ, 2005.
- (рос.) Южный Судан // Страны Африки. Политико-экономический справочник / ред. В. Солодовников, В. Румянцев. — М. : Издательство политической литературы, 1969. — 318 с.
- (рос.) Физико-географический атлас мира. — М. : Академия наук СССР и Главное управление геодезии и картографии ГУГК СССР, 1964. — 298 с.
- (рос.) Энциклопедия стран мира / глав. ред. Н. А. Симония. — М. : НПО «Экономика» РАН, отделение общественных наук, 2004. — 1319 с. — ISBN 5-282-02318-0.